# Philipp Hess (Offizier)
Philipp Hess (* 19. Jänner 1845 in Prag; † 8. November 1919 in Wien) war ein österreichischer Offizier und Militärtechniker.

## Leben
Philipp Hess, der 1845 als Sohn eines Majors geboren wurde, trat 1863 als Unterleutnant in das Genieregiment 1 ein und kam, nachdem er den Krieg gegen Preußen mitgemacht und an der Schlacht bei Königgrätz teilgenommen hatte, 1869 in das Technisch Militärische Komitee. Von 1870 bis 1872 besuchte Hess als Hörer die chemisch-technische Fachschule an der Technischen Hochschule in Wien. In den Jahren 1872 bis 1884 unterrichtete er als Lehrer der Naturwissenschaften an der k.u.k. Kriegsschule. 1884 wurde er zum Präses der Kommission zur Prüfung der in Österreich-Ungarn zugelassenen Sprengmittel bestimmt.
Philipp Hess verstarb 1919 im Alter von 74 Jahren in Wien.

## Wirken
Philipp Hess, der als hervorragender Sprengtechniker galt, war der Begründer des Scheinwerfer- und Signalwesens in der K.u.k. Armee und erster Leiter des österreichischen Militär-Luftschiffwesens. 1912 wurde Hess in den Ruhestand versetzt.

## Werke
- Die Naturwissenschaften im Dienste des Krieges. 2 Bände, 1878
- Bericht über die elektrotechnische Ausstattung zu Paris, 1881. In: Mitteilung über Gegenstände des Artillerie- und Geniewesens, 1882